# 北ノ沢
北ノ沢（きたのさわ）は北海道札幌市南区の地名。条は設定されず、1丁目から9丁目までと番地が存在する。

## 地理
川沿、南沢、中ノ沢、硬石山とともに藻岩地区を構成する。藻岩地区の北西部に位置し、豊平川支流の北の沢川流域の坂の多い場所にある。
西はこばやし峠を隔てて中央区盤渓に、北は藻岩山、南は南沢、中ノ沢、東は川沿地区に隣接する。

## 住所
| 町丁               | 郵便番号 |
| ------------------ | -------- |
| 北ノ沢1丁目～9丁目 | 005-0832 |
| 北ノ沢○番地        | 005-0832 |

## 歴史
- 1941年 - 札幌市に編入された際、四号の沢から北ノ沢（きたのさわ）に改称された。小学校名のように「北の沢」と表記されることも多い。

### 沿革
- 1897年 - 入植始まる。
- 1941年 - 札幌郡円山町が札幌市に編入される。同時に大字八垂別字四号の沢を「北ノ沢」と改称。
- 1946年 - 北の沢浄水場設置。
- 1957年 - 藻岩山観光自動車道開通。
- 1964年 - 札幌市営バス路線開通。
- 1975年 - 住居表示により、一部が川沿に編入される。
- 1982年 - 北の沢小学校開校。

## 交通
- じょうてつ
- 札幌ばんけい（ばんけいバス）

## 施設
- 札幌市立北の沢小学校
- 北海道電力北の沢野球場
- 北の沢スキー場
- 北ノ沢神社
- グラーネ